# 白领姬鹟
Module:Autotaxobox第170行Lua错误：attempt to index a nil value
白領姬鶲（學名：Ficedula albicollis）是鶲科下的一種小型雀形目鳥類，屬於西古北界四種黑白相間姬鶲之一。體長12-13.5公分，繁殖期雄鳥主要為黑色上身與白色下身，具有明顯的白色頸圈、大型白色翼斑、黑色尾部（部分個體尾側呈白色）及額前大白斑。喙部呈黑色，具有典型的空中捕食昆蟲鳥類的寬闊尖嘴特徵。

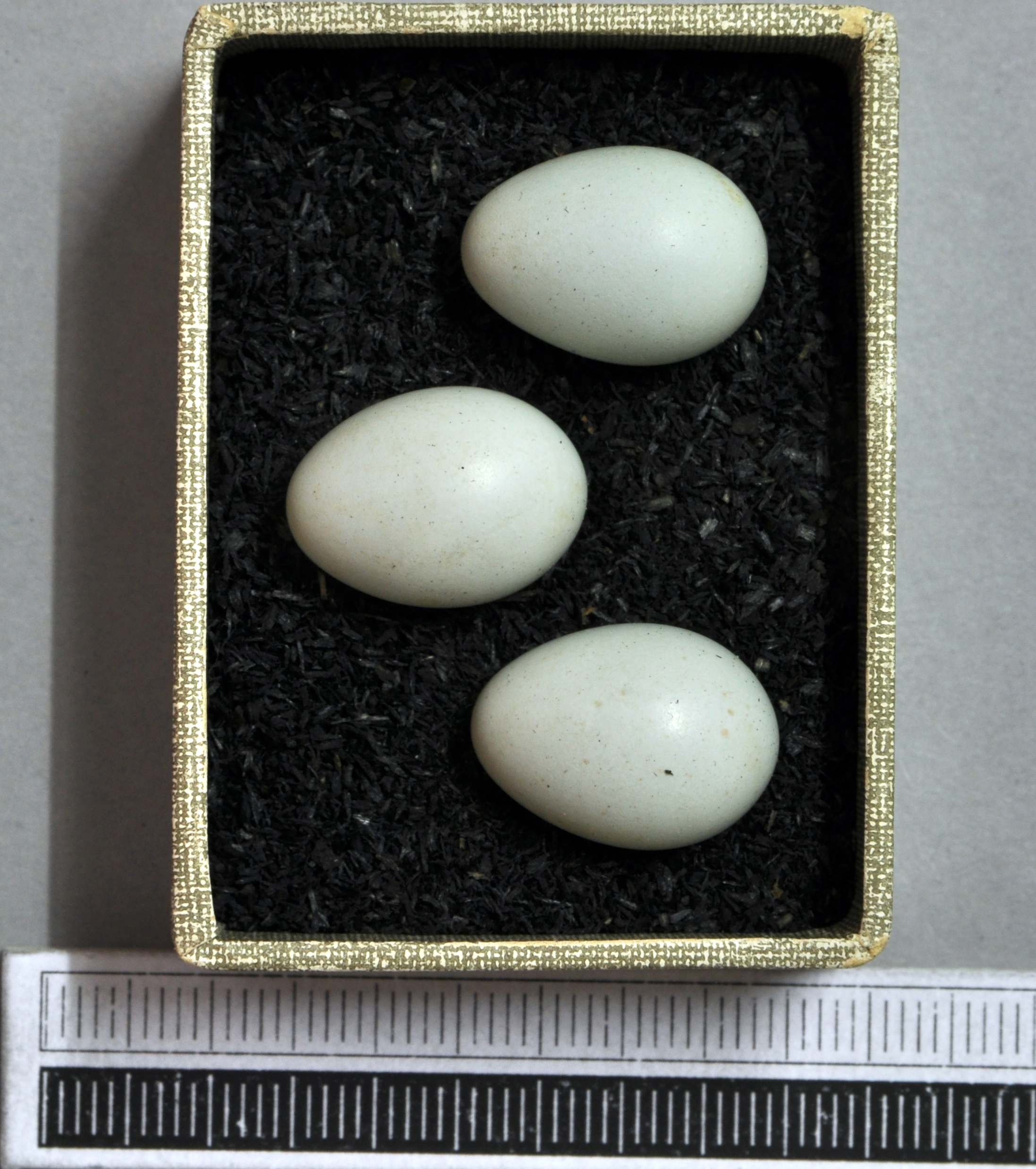
威斯巴登博物館收藏的鳥蛋

## 分佈與習性

### 分佈範圍
繁殖於東南歐洲（波羅的海哥特蘭島與厄蘭島有孤立種群）至巴爾幹半島和烏克蘭，冬季遷徙至撒哈拉以南非洲。在西歐為罕見迷鳥。

### 食性
除空中捕食昆蟲外，亦會在橡樹葉叢中獵食毛蟲，並採食漿果。

## 分類與演化
非繁殖期雄鳥、雌鳥及幼鳥的黑色羽毛會轉為淺棕色，與其他姬鶲（特別是斑姬鶲（F. hypoleuca）和半領姬鶲（F. semitorquata）極難區分，且存在有限程度的雜交現象。
研究表明，白領姬鶲與斑姬鶲在同域分布與異域分布情況下羽色差異顯著，此為強化性物種形成的證據。

## 生態與行為

### 棲息地
棲息於落葉林、公園和花園，偏好有樹洞的老樹築巢。

### 繁殖
在樹洞或人工巢箱中築開放式巢，通常產卵5-7枚。鳴聲為緩慢而吃力的哨音，與斑姬鶲截然不同。值得注意的是，同域分布的斑姬鶲能模仿白領姬鶲的鳴叫。

## 命名由來
屬名源自拉丁語，指一種食無花果的小鳥（ficus，"無花果"）；種名albicollis來自拉丁文albus（白）與collum（頸）。

## 研究價值
白領姬鶲是生態學與遺傳學的重要模式物種，更是首批完成全基因組測序的鳥類之一。
光譜研究顯示，雄鳥羽毛反射率應在求偶期（性信號主要傳遞期）測量，其光譜特徵會隨繁殖季節進展而減弱。

## 近交衰退
野外族群中近親交配現象罕見，但一旦發生會對孵化成功率等適應性特徵造成嚴重負面影響。

## 外部連結
- 白領姬鶲基因組（Ensembl資料庫）